# Dolichopeza (Nesopeza) pedicillata
Dolichopeza (Nesopeza) pedicillata is een tweevleugelige uit de familie langpootmuggen (Tipulidae). De soort komt voor in het Oriëntaals gebied.